# Platydema ellipticum
Platydema ellipticum es una especie de escarabajo del género Platydema, tribu Diaperini, familia Tenebrionidae. Fue descrita científicamente por Fabricius en 1798.
La especie se mantiene activa durante todos los meses del año.

## Descripción
Mide 4,4-7,7 milímetros de longitud.

## Distribución
Se distribuye por Estados Unidos y Canadá.